# Тарнувка (гміна Ґжеґожев)
Тарнувка (пол. Tarnówka) — село в Польщі, у гміні Ґжеґожев Кольського повіту Великопольського воєводства.
Населення — 393 особи (2011).
У 1975-1998 роках село належало до Конінського воєводства.

## Демографія
Демографічна структура станом на 31 березня 2011 року:
|          | Загалом | Допрацездатний вік | Працездатний вік | Постпрацездатний вік |
| -------- | ------- | ------------------ | ---------------- | -------------------- |
| Чоловіки | 174     | 44                 | 109              | 21                   |
| Жінки    | 219     | 39                 | 132              | 48                   |
| Разом    | 393     | 83                 | 241              | 69                   |